# Aphycoides
Aphycoides is een geslacht van vliesvleugeligen uit de familie Encyrtidae. De wetenschappelijke naam van dit geslacht is voor het eerst geldig gepubliceerd in 1921 door Mercet.

## Soorten
Het geslacht Aphycoides omvat de volgende soorten:
- Aphycoides clavellatus (Dalman, 1820)
- Aphycoides cypris (Walker, 1838)
- Aphycoides czekiacus Özdikmen, 2011
- Aphycoides fuscipennis (Ashmead, 1904)
- Aphycoides marginalis Li, Lang & Ma, 2009
- Aphycoides matritensis (Mercet, 1921)
- Aphycoides niger (Hoffer, 1957)
- Aphycoides speciosus Hoffer, 1965
- Aphycoides tenuis (Ratzeburg, 1848)